# 徐大儀
徐大儀（1587年—1644年），字象卿，號太生，江西广信府贵溪县民籍。明朝政治人物。

## 生平
萬曆四十年（1612年）壬子科江西鄉試舉人，天啓二年（1622年）壬戌科進士。礼部观政。四年补授南京武学教授，五年升国子监助教，六年升刑部四川司主事，天启七年丁卯四月代丁艰的贵州主考官林曾典试贵州。崇祯二年（1629年）升刑部广西司员外郎、贵州司郎中，四年降职为都察院经历，五年升南职方司员外郎、郎中，六年迁知宁国府。崇祯八年（1635年）乙亥补两淮盐运使，盐课夙逋，大仪立法，置窝给引，盐行课足，以廉明著绩，十一年（1638年）超升淮海兵备道参政。刚直忤时，十三年左迁广西苍梧道参议，十五年升云南副使，因征猺有功，赐大中大夫、太仆寺卿，三品诰命。时事变更，隐居上清环秀宫，彙集县志，数年而没。著有《诗经补注》六卷。